# Marius Paquereaux
Marius Paquereaux, né le 18 décembre 1885 à Paris et mort le 22 septembre 1943 à Juvisy-sur-Orge (Essonne), est un homme politique français.
Radical-socialiste, il adhère à la Section française de l'Internationale ouvrière (SFIO) puis au Parti communiste français (PCF) dès sa création. Exclu du parti en 1930, il rejoint le Parti d'unité prolétarienne (PUP) puis l'Union socialiste républicaine (USR). Il se rapproche du Parti populaire français (PPF) de Jacques Doriot puis adhère à la Collaboration. Après s'être fait exclu du PPF, il rejoint le Front Révolutionnaire National (FRN) puis le Rassemblement national populaire (RNP) de Marcel Déat. 

## Biographie

### L'homme politique socialiste puis communiste
Ouvrier, Marius Paquereaux commence sa carrière politique comme conseiller municipal d'Auvers-sur-Oise (Oise), élu sous l'étiquette radicale-socialiste, avant de rejoindre, en 1918, la SFIO. Il devient alors un des proches collaborateurs de Marcel Cachin, qui lui ouvre les portes de la commission administrative permanente en 1919.
En 1920, il suit la majorité du Congrès de Tours et rejoint donc le Parti communiste. Il est alors chargé d'organiser, comme secrétaire, la fédération de Seine-et-Oise. En 1921, il entre au comité directeur du parti puis, l'année suivante, au bureau politique .
Début 1923, sa participation à la Conférence d'Essen (Allemagne), qui condamne l’occupation de la Ruhr par les armées française et belge, lui vaut une incarcération, qui se solde par un non-lieu en mars. Mais l'année suivante, le congrès du parti ne lui renouvelle  pas ses mandats au comité directeur, et il doit donc quitter le bureau politique. En Seine-et-Oise, il est remplacé par Alice Brisset, alors âgée d'à peine 30 ans.
Il conserve cependant quelques responsabilités, notamment au sein de la commission coopérative du parti, ou de l'ARAC[Quoi ?].
En 1928, il est élu maire d'Athis-Mons, et réélu en 1929 après annulation de la première élection. Il est également élu conseiller général de Seine-et-Oise, pour le canton de Longjumeau de 1928 à 1934.

### Après l'exclusion du PCF
Il est cependant exclu du parti en 1930, pour « mise en rapport avec des adversaires politiques », et rejoint le Parti d'unité prolétarienne. À Athis-Mons, la lutte est alors rude entre Paquereaux et les responsables restés fidèles à la direction du PCF. Les diverses mises en minorité conduisent à des annulations d'élections, et il perd définitivement son siège de maire en 1935.
En 1936, il se rapproche de l'USR et se présente sous cette étiquette aux législatives, sans être élu.

### Durant la Collaboration
Il adhère ensuite au Parti populaire français, animé par un autre exclu du PCF, Jacques Doriot, dont il assure l'intérim à la direction du parti lorsque celui-ci est mobilisé. Il est cependant exclu du PPF par Doriot à son retour à la vie civile, en mars 1940. Il adhère alors du Front Révolutionnaire National, puis au RNP en 1942.
Il est tué lors d'un attentat du Front national en 1943.